# 渡瀬政礼
渡瀬 政礼（わたせ まさのり、1850年1月20日（嘉永2年12月8日） - 1923年（大正12年）7月22日）は、幕末の加賀藩士。明治から大正時代の政治家。金沢市長。

## 経歴
渡瀬三郎治の長男。1863年（文久3年）12月、家督を相続する。藩の改作奉行などを務め、維新後は官界に入る。加州銀行支配人、金沢商業会議所会員、金沢市会議長、石川県会議員などを歴任した。1902年（明治35年）金沢市長に就任した。